# هوارد كاينز
هوارد كاينز (بالإنجليزية: Howard Kainz)‏ هو فيلسوف أمريكي، ولد في 1933.